# 尤寧鎮區 (阿肯色州傑克遜縣)
尤寧鎮區（英語：Union Township）是位於美國阿肯色州傑克遜縣的一個行政鎮區。

## 地方資料
尤寧鎮區的面積為96.96平方千米，當中陸地面積為95.07平方千米，而水域面積為1.89平方千米。根據2010年美國人口普查的數據，當地共有人口7518人，而人口密度為每平方千米77.54人。